# Sakura, Tochigi

Sakura (さくら市 Sakura-shi?), este un municipiu din Japonia, prefectura Tochigi.